# Ренеберг, Ричи
Ричи Ренеберг (англ. Richey Reneberg; р. 5 октября 1965, Финикс, Аризона) — американский профессиональный теннисист.
- Бывшая первая ракетка мира в парном разряде
- Победитель двух турниров Большого шлема в мужском парном разряде
- Обладатель Кубка Дэвиса 1995 года и командного Кубка мира 1993 года в составе сборной команды США

## Биография
Ричи Ренеберг родился в Финиксе (Аризона) в 1965 году. С 1984 по 1987 год учился в Южном методистском университете (Даллас, Техас).
С 1987 по 2000 год Ренеберг выступал в профессиональных теннисных турнирах. После окончания активной карьеры в 2000 году живёт недалеко от Вашингтона и работает в нью-йоркской инвестиционной фирме Taconic Capital Advisors в отделе маркетинга и работы с клиентами. Женат с 1991 года, имеет двоих детей. Его коллегой по работе стал его бывший партнёр на корте Джим Грабб.

## Игровая карьера

### Начало карьеры
В 1985—1987 годах Ричи Ренеберг, учившийся в Южном методистском университете и тренировавшийся у Денниса Ралстона, трижды подряд включался в символическую любительскую теннисную сборную Северной Америки, а в 1986 году стал финалистом студенческого чемпионата США и Канады. Уже во время учёбы он участвовал в отдельных профессиональных турнирах, на которые получал wild card, и сумел взять по одному сету в матчах против Стефана Эдберга и Матса Виландера. В 1987 году он начал регулярную профессиональную карьеру, дойдя уже в июне до третьего круга Уимблдонском турнире (где проиграл первой ракетке мира Ивану Лендлу) и за год продвинувшись в рейтинге ATP с 337-го до 70-го места. По итогам сезона он был признан новичком года.
На следующий год Ренеберг одержал свою первую победу над соперником из первой двадцатки рейтинга (Дэвидом Пейтом, на тот момент 19-й ракеткой мира), а в 1989 году выиграл свой первый турнир Гран-при. Это случилось в ноябре в Йоханнесбурге, где Ренеберг победил в паре с Люком Дженсеном. Меньше чем через два месяца в Веллингтоне (Новая Зеландия) он вышел в свой первый финал турнира АТР-тура в одиночном разряде, по пути победив 19-ю ракетку мира Анрея Чеснокова. В финале он уступил Эмилио Санчесу — на тот момент 17-му в мире. В феврале в Сан-Франциско он вышел в свой второй финал в парах, уже в первом круге победив с Гленном Лейендекером одну из сильнейших пар мира — Джима Грабба и Патрика Макинроя. Две недели спустя в Филадельфии Ренеберг впервые взял верх над теннисистом из первой десятки рейтинга — четвёртой ракеткой мира Джоном Макинроем. Позже в Индианаполисе на пути в полуфинал он победил девятую ракетку мира Аарона Крикстейна и к концу октября поднялся в рейтинге до 22-го места. В парах по ходу сезона он поднимался до 29-го места после того, как во втором круге в Индианаполисе победил ещё одну ведущую пару, Якоба Хласека и Ги Форже, вместе с ещё одним французом, Янником Ноа.

### Пик карьеры
В марте 1991 года Ренеберг дошёл до полуфинала супертурнира в Майами, а в начале мая в Тампе впервые завоевал чемпионский титул в одиночном разряде, поднявшись в рейтинге на рекордное для себя двадцатое место. Весной он дважды доходил до финала и в парах, а в начале октября дважды подряд добился побед — сначала в Сиднее, а потом в Токио, — в паре с Джимом Граббом, вместе с которым начал играть с июля. В финале в Токио Грабб и Ренеберг победили вторую пару мира — Дэвида Пейта и Скотта Дэвиса. Также в октябре в Стокгольме Ренебергу удалось обыграть за один турнир двух теннисистов из первой десятки рейтинга — Серхи Бругеру и Карела Новачека, — но его дальнейшее продвижение остановил лидер рейтинга и хозяин корта Стефан Эдберг.
В феврале 1992 года Грабб и Ренеберг выиграли свой третий совместный титул, а в мае вышли в четвертьфинал Открытого чемпионата Франции. В июне они выиграли травяной турнир в Росмалене, победив в финале Джона Макинроя и немца Михаэля Штиха. С этой же парой они встретились две недели спустя в финале Уимблдонского турнира после победы над австралийцами Вудбриджем и Вудфордом, посеянными под вторым номером. На сей раз, однако, Макинрой и Штих взяли реванш, выиграв в пяти сетах, причём в пятом счёт по геймам дошёл до 19-17. После Уимблдона Ренеберг впервые вошёл в число десяти лучших теннисистов мира в парном разряде. К концу лета они с Граббом подошли на пике формы и четыре раза подряд добрались до финалов, выиграв два первых, в том числе Открытый чемпионат США. В октябре Ренеберг занимал в рейтинге уже третью строчку, но развить успех на чемпионате мира АТР — итоговом турнире года — ему не удалось: проиграв два из трёх матчей в группе, они с Граббом не сумели пробиться даже в полуфинал.
В январе 1993 года в Куала-Лумпуре Ренеберг выиграл свой второй за карьеру турнир АТР в одиночном разряде. На Открытом чемпионате Австралии ему хватило выхода в четвертьфинал в паре с Граббом, чтобы 1 февраля занять в рейтинге игроков в парном разряде первое место. Эту позицию он сохранял почти до начала Уимблдонского турнира (с перерывом в марте-апреле, когда уступил её Граббу), в общей сложности оставаясь первой ракеткой мира 13 недель. По пути к Уимблдону, уже расставшись с Граббом, он выиграл со сборной США командный Кубок мира в Дюссельдорфе, победив в паре с Патриком Макинроем соперников из Швейцарии, России, Испании и Германии. Проигрыш уже во втором круге на Уимблдоне, где его партнёром был Дэвид Уитон, отбросил Ренеберга на пятое место в рейтинге и заставил снова сменить партнёра, составив уже постоянную пару с Патриком Макинроем. В дальнейшем они показали вместе несколько хороших результатов, но на Открытом чемпионате США проиграли в третьем круге, и Ренеберг оказался уже за пределами первой десятки в рейтинге. В целом за год он выиграл три турнира с разными партнёрами, но закончил его только на 12-м месте в парах (и на 30-м месте в одиночном разряде).
В 1994 году Ренеберг выступал с разными партнёрами, в том числе и с Граббом, с которым дошёл до финала в Индианаполисе. В общей сложности за год он играл в четырёх финалах, из которых два выиграл, но осенний сезон пропустил почти полностью и откатился к границе Top-50 в парном рейтинге. В одиночном разряде он только один раз, в самом начале сезона, дошёл до финала, но, несмотря на это, сумел также закончить год в числе 50 сильнейших игроков мира. Этому способствовали две победы над Гораном Иванишевичем, на тот момент второй ракеткой мира, и победа над Борисом Беккером, занимавшим седьмое место в рейтинге. Беккера Ренеберг победил в первом круге Открытого чемпионата США и в итоге дошёл до четвёртого круга, показав свой лучший результат в турнирах Большого шлема в одиночном разряде.
Образовав в начале следующего сезона пару с Джаредом Палмером, Ренеберг сумел в конце января завоевать свой второй титул в турнирах Большого шлема, выиграв Открытый чемпионат Австралии. В полуфинале они с Палмером победили посеянных первыми Паула Хархёйса и Якко Элтинга. Этот успех и последовавшая вскоре победа в Мемфисе позволили Ренебергу вернуться в число 20 лучших игроков в парном разряде. Дальнейших успехов, однако, не последовало, и до конца года в двадцатке он удержаться не смог, закончив год на 28-м месте. В одиночном разряде он не доходил дальше полуфинала в Стокгольме, но сумел сохранить место в первой сотне рейтинга. Помимо победы в Австралии, его главным успехом в сезоне стал выигрыш с командой США Кубка Дэвиса: хотя в финале он не принимал участия, его выступления в паре с Палмером принесли сборной два очка в матчах с французами и итальянцами.

### Завершение карьеры
За 1996 год Ренеберг дважды играл в финалах турниров АТР в одиночном разряде (проиграв в Токио и победив в Хертогенбосе) и четырежды в парном разряде (по одной победе с Граббом и Палмером). Этого оказалось достаточно, чтобы закончить сезон в числе 50 сильнейших и в парном, и в одиночном разряде. В течение года Ренеберг снова несколько раз сумел взять верх над соперниками из первой десятки рейтинга; среди побеждённых оказались Томас Энквист, Джим Курье, Уэйн Феррейра и четвёртая ракетка мира Майкл Чанг. Он принял участие в олимпийском турнире в Атланте, но уже в первом круге проиграл Леандеру Паесу — ещё одному мастеру парной игры, сенсационно завоевавшему в итоге «бронзу» в одиночном разряде.
В марте 1997 года в Скоттсдейле Ренеберг вышел в последний за карьеру финал турнира АТР в одиночном разряде, а в июне пробился в четвёртый круг на Уимблдоне после победы над 11-й ракеткой мира Карлосом Мойей. После Уимблдона, однако, он лишь однажды сумел выиграть больше одного матча подряд и закончил год за пределами Top-50. В парах он также только один раз играл в финале (выиграв в Стокгольме с немцем Гёлльнером) и по итогам сезона даже не сумел удержаться в сотне сильнейших. На следующий год он не завоевал ни одного титула, но три раза участвовал в финалах, включая турнир АТР высшей категории в Индиан-Уэллс, что позволило ему вернуться в число лучших игроков в парном разряде, к середине лета поднявшись до 26-го места в рейтинге. Ближе к концу года в Париже он, выступая с Джонатаном Старком, сумел победить Вудбриджа и Вудфорда, по-прежнему остававшихся одной из лучших пар мира, но в полуфинале уступил такой же сильной паре — Паесу и Махешу Бхупати.
Ренеберг продолжал выступать до апреля 2000 года, выиграв ещё два турнира в парном разряде. Однако перенесённые разрывы мениска и подошвенной фасции отразились на его скорости на корте, бывшей его основным оружием, и в итоге он решил завершить выступления в возрасте 34 лет, отказавшись от идеи продолжить карьеру в соревнованиях ветеранов.
В 2006 году имя Ричи Ренеберга было включено в списки Зала славы Студенческой теннисной ассоциации США.

## Участие в финалах турниров Большого шлема в парном разряде за карьеру (3)
Победы (2)
| Год  | Турнир                       | Покрытие | Партнёр       | Соперники в финале        | Счёт в финале       |
| ---- | ---------------------------- | -------- | ------------- | ------------------------- | ------------------- |
| 1992 | Открытый чемпионат США       | Хард     | Джим Грабб    | Келли Джонс Рик Лич       | 3-6, 7-62, 6-3, 6-3 |
| 1995 | Открытый чемпионат Австралии | Хард     | Джаред Палмер | Даниэль Нестор Марк Ноулз | 6-3, 3-6, 6-3, 6-2  |

Поражение (1)
| Год  | Турнир              | Покрытие | Партнёр    | Соперники в финале         | Счёт в финале               |
| ---- | ------------------- | -------- | ---------- | -------------------------- | --------------------------- |
| 1992 | Уимблдонский турнир | Трава    | Джим Грабб | Джон Макинрой Михаэль Штих | 7-5, 6-75, 6-3, 6-75, 17-19 |

## Участие в финалах турниров Гран-при и АТР за карьеру (42)
| Легенда                                 |
| --------------------------------------- |
| Большой шлем (3)                        |
| Чемпионат мира АТР (0)                  |
| Mercedes-Benz Super 9 (1)               |
| ATP Championship Series / ATP Gold (13) |
| ATP World (24)                          |
| Гран-при (1)                            |

### Одиночный разряд (7)

#### Победы (3)
| №  | Дата        | Турнир                  | Покрытие | Соперник в финале | Счёт в финале |
| -- | ----------- | ----------------------- | -------- | ----------------- | ------------- |
| 1. | 29 апр 1991 | Тампа, Флорида, США     | Грунт    | Петр Корда        | 4-6, 6-4, 6-2 |
| 2. | 4 янв 1993  | Куала-Лумпур, Малайзия  | Хард     | Оливье Делетр     | 6-3, 6-1      |
| 3. | 10 июн 1996 | Хертогенбос, Нидерланды | Трава    | Стефан Симиан     | 6-4, 6-0      |

#### Поражения (4)
| №  | Дата        | Турнир                           | Покрытие | Соперник в финале | Счёт в финале            |
| -- | ----------- | -------------------------------- | -------- | ----------------- | ------------------------ |
| 1. | 1 янв 1990  | Веллингтон, Новая Зеландия       | Хард     | Эмилио Санчес     | 7-63, 4-6, 6-4, 4-6, 1-6 |
| 2. | 3 янв 1994  | Оаху, Гавайи, США                | Хард     | Уэйн Феррейра     | 4-6, 7-63, 1-6           |
| 3. | 15 апр 1996 | Открытый чемпионат Японии, Токио | Хард     | Пит Сампрас       | 4-6, 5-7                 |
| 4. | 3 мар 1997  | Скоттсдейл, Аризона, США         | Хард     | Марк Филиппуссис  | 4-6, 6-74                |

### Парный разряд (35)

#### Победы (19)
| №   | Дата        | Турнир                                 | Покрытие | Партнёр                                 | Соперники в финале              | Счёт в финале      |
| --- | ----------- | -------------------------------------- | -------- | --------------------------------------- | ------------------------------- | ------------------ |
| 1.  | 13 ноя 1989 | Открытый чемпионат ЮАР, Йоханнесбург   | Хард (i) | Люк Дженсен                             | Келли Джонс Джои Райв           | 6-0, 6-4           |
| 2.  | 30 сен 1991 | Australian Indoors, Сидней             | Хард (i) | Джим Грабб                              | Люк Дженсен Лори Уордер         | 6-4, 6-4           |
| 3.  | 7 окт 1991  | Токио, Япония                          | Ковёр    | Джим Грабб                              | Скотт Дэвис Дэвид Пейт          | 7-5, 2-6, 7-6      |
| 4.  | 3 фев 1992  | Сан-Франциско, США                     | Хард (i) | Джим Грабб                              | Дани Виссер Питер Олдрич        | 6-4, 7-5           |
| 5.  | 8 июн 1992  | Росмален, Нидерланды                   | Трава    | Джим Грабб                              | Джон Макинрой Михаэль Штих      | 6-4, 6-7, 6-4      |
| 6.  | 17 авг 1992 | Индианаполис, США                      | Хард     | Джим Грабб                              | Грант Коннелл Гленн Мичибата    | 7-6, 6-2           |
| 7.  | 31 авг 1992 | Открытый чемпионат США, Нью-Йорк       | Хард     | Джим Грабб                              | Келли Джонс Рик Лич             | 3-6, 7-6, 6-3, 6-3 |
| 8.  | 15 фев 1993 | Филадельфия, США                       | Ковёр    | Джим Грабб                              | Маркос Ондруска Брэд Пирс       | 6-7, 6-3, 6-0      |
| 9.  | 26 апр 1993 | Атланта, США                           | Грунт    | Пол Аннакон                             | Тодд Мартин Джаред Палмер       | 6-4, 7-6           |
| 10. | 4 окт 1993  | Australian Indoors (2)                 | Хард (i) | Патрик Макинрой                         | Александр Мронц Ларс Реман      | 6-3, 7-5           |
| 11. | 11 апр 1994 | Бирмингем, Алабама, США                | Грунт    | Кристо ван Ренсбург                     | Брайан Макфи Дэвид Уитт         | 2-6, 6-3, 6-2      |
| 12. | 25 апр 1994 | Атланта (2)                            | Грунт    | Джаред Палмер                           | Франсиско Монтана Джим Пью      | 4-6, 7-6, 6-4      |
| 13. | 16 янв 1995 | Открытый чемпионат Австралии, Мельбурн | Хард     | Джаред Палмер                           | Даниэль Нестор Марк Ноулз       | 6-3, 3-6, 6-3, 6-2 |
| 14. | 13 фев 1995 | Мемфис, США                            | Хард (i) | Джаред Палмер                           | Бретт Стивен Томми Хо           | 4-6, 7-6, 6-1      |
| 15. | 12 авг 1996 | Индианаполис (2)                       | Хард     | Джим Грабб                              | Петр Корда Цирил Сук            | 7-6, 4-6, 6-4      |
| 16. | 30 сен 1996 | Теннисный Гран-при Лиона, Франция      | Ковёр    | Джим Грабб                              | Нил Броуд Пит Норвал            | 6-2, 6-1           |
| 17. | 3 ноя 1997  | Открытый чемпионат Стокгольма, Швеция  | Хард (i) | Гёлльнер, Марк-КевинМарк-Кевин Гёлльнер | Патрик Гэлбрайт Эллис Феррейра  | 6-3, 3-6, 7-6      |
| 18. | 1 мар 1999  | Чемпионат Аризоны, Скоттсдейл, США     | Хард     | Джастин Гимелстоб                       | Марк Ноулз Сэндон Столл         | 6-4, 6-7, 6-3      |
| 19. | 6 мар 2000  | Скоттсдейл (2)                         | Хард     | Джаред Палмер                           | Патрик Гэлбрайт Дэвид Макферсон | 6-3, 7-5           |

#### Поражения (16)
| №   | Дата          | Турнир                             | Покрытие | Партнёр         | Соперники в финале               | Счёт в финале             |
| --- | ------------- | ---------------------------------- | -------- | --------------- | -------------------------------- | ------------------------- |
| 1.  | 5 фев 1990    | Сан-Франциско, США                 | Ковёр    | Глен Лейендекер | Роберт ван'т Хоф Келли Джонс     | 6-2, 6-7, 3-6             |
| 2.  | 29 апр 1991   | Тампа, Флорида, США                | Грунт    | Дэвид Пейт      | Роберт Сегусо Кен Флэк           | 7-6, 4-6, 1-6             |
| 3.  | 13 мая 1991   | Открытый чемпионат Хорватии, Умаг  | Грунт    | Дэвид Уитон     | Гилад Блюм Хавьер Санчес         | 6-7, 6-2, 1-6             |
| 4.  | 17 фев 1992   | Филадельфия, США                   | Ковёр    | Джим Грабб      | Тодд Вудбридж Марк Вудфорд       | 4-6, 6-7                  |
| 5.  | 22 июн 1992   | Уимблдонский турнир                | Трава    | Джим Грабб      | Джон Макинрой Михаэль Штих       | 7-5, 6-7, 6-3, 6-7, 17-19 |
| 6.  | 5 окт 1992    | Australian Indoors, Сидней         | Хард (i) | Джим Грабб      | Патрик Макинрой Джонатан Старк   | 2-6, 3-6                  |
| 7.  | 12 окт 1992   | Токио, Япония                      | Ковёр    | Джим Грабб      | Тодд Вудбридж Марк Вудфорд       | 6-7, 4-6                  |
| 8.  | 2 мая 1994    | Пайнхерст, Северная Каролина, США  | Грунт    | Джаред Палмер   | Тодд Вудбридж Марк Вудфорд       | 2-6, 6-3, 3-6             |
| 9.  | 15 авг 1994   | Индианаполис, США                  | Хард     | Джим Грабб      | Тодд Вудбридж Марк Вудфорд       | 3-6, 4-6                  |
| 10. | 1 мая 1995    | Атланта, США                       | Грунт    | Джаред Палмер   | Серхио Касаль Эмилио Санчес      | 7-6, 3-6, 6-7             |
| 11. | 12 фев 1996   | Сан-Хосе, США (2)                  | Хард (i) | Джонатан Старк  | Тревор Кронман Дэвид Макферсон   | 4-6, 6-3, 3-6             |
| 12. | 4 мар 1996    | Чемпионат Аризоны, Скоттсдейл, США | Хард     | Бретт Стивен    | Патрик Гэлбрайт Рик Лич          | 7-5, 5-7, 5-7             |
| 13. | March 2, 1998 | Филадельфия (2)                    | Хард (i) | Дэвид Макферсон | Паул Хархёйс Якко Элтинг         | 6-7, 7-6, 2-6             |
| 14. | 9 мар 1998    | Индиан-Уэллс, Калифорния, США      | Хард     | Тодд Мартин     | Юнас Бьоркман Патрик Рафтер      | 4-6, 6-7                  |
| 15. | 27 апр 1998   | Атланта (2)                        | Грунт    | Алекс О'Брайен  | Эллис Феррейра Брент Хайгарт     | 3-6, 6-0, 2-6             |
| 16. | 14 фев 2000   | Мемфис, США                        | Хард (i) | Джим Грабб      | Джастин Гимелстоб Себастьен Ларо | 2-6, 4-6                  |

## Участие в финалах командных турниров (1)
Победа (1)
| Год  | Турнир               | Место проведения      | Команда                                             | Соперник в финале                         | Счёт |
| ---- | -------------------- | --------------------- | --------------------------------------------------- | ----------------------------------------- | ---- |
| 1993 | Командный Кубок мира | Дюссельдорф, Германия | США · П. Макинрой, Р. Ренеберг, П. Сампрас, М. Чанг | Германия · П. Кюнен, К.-У. Штееб, М. Штих | 3-0  |